# إلين برنارد
إلين برنارد (بالإنجليزية: Elaine Bernard) هي مؤرخة أمريكية، ولدت في 1951.